# Marques tribales yorubas

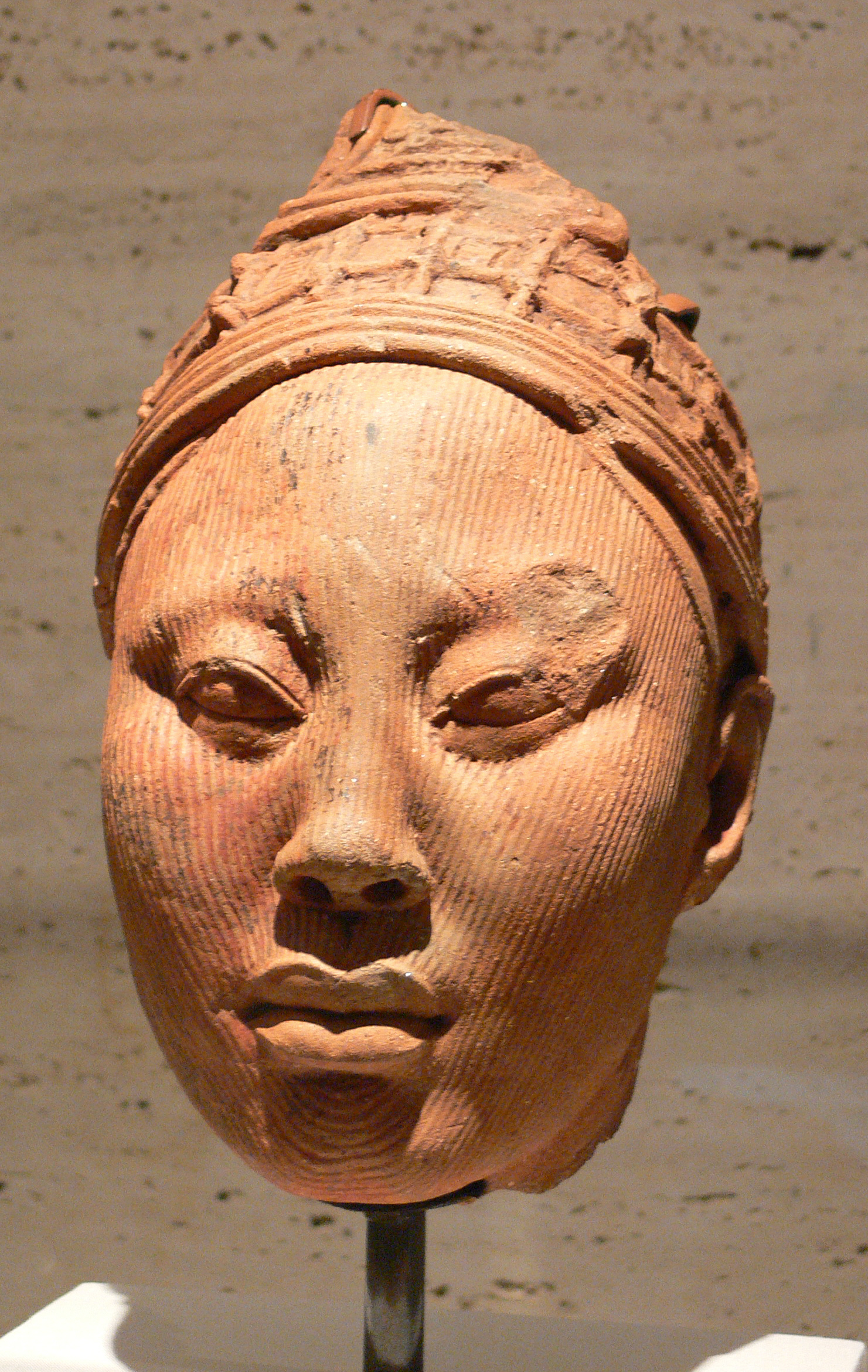
Buste d'un roi Ile-Ifè du, avec des marques tribales.

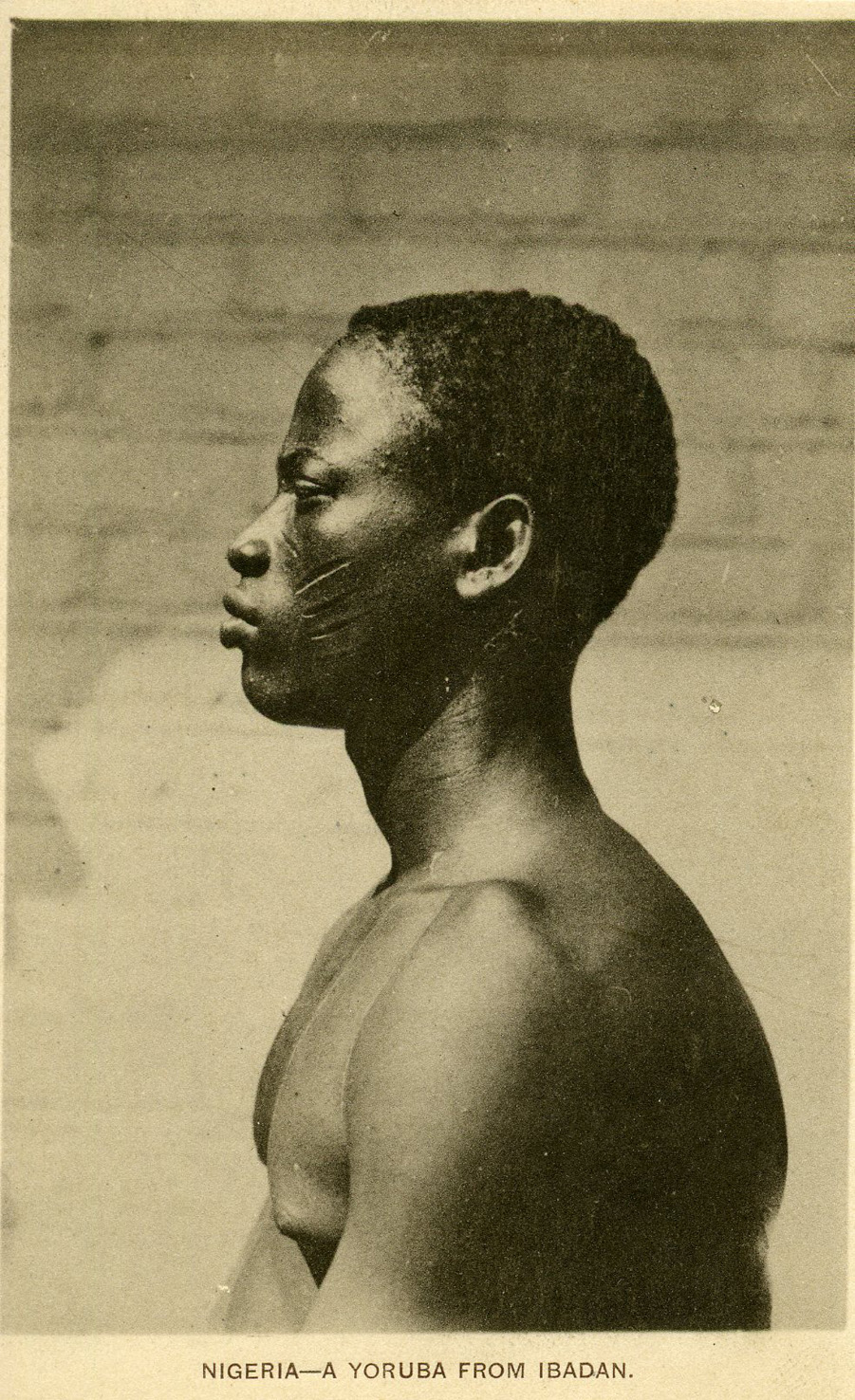
Un jeune garçon Yoruba (probablement un adolescent) d'Ibadan avec des marques faciales Oyo

Les marques tribales yorubas sont des scarifications qui sont des marques d'identification et d'embellissement spécifiques conçues sur le visage ou le corps du peuple Yoruba. Les marques tribales font partie de la culture yoruba (en) et sont généralement inscrites sur le corps en brûlant ou en coupant la peau pendant l'enfance.
La fonction principale des marques tribales est d'identifier la tribu, la famille ou l'héritage patrilinéaire d'une personne,. D'autres fonctions secondaires des marques sont des symboles de beauté, de créativité yoruba et de maintien en vie des enfants espiègles (ila Abiku). Cette pratique était populaire parmi les Yorubas du Nigéria, du Bénin et du Togo. Au cours de la traite négrière occidentale, l'identification tribale et les rayures faciales sont devenues importantes ; certains esclaves rapatriés ont ensuite retrouvé leurs communautés en regardant les rayures du visage,.
Cependant, l’utilisation des marques tribales disparaît peu à peu du Yorubaland en raison du colonialisme et de la modernisation.

## Contexte
Dans les sociétés traditionnelles yoruba, chaque enfant naît dans un clan patrilinéaire appelé idile baba en langue yoruba. Le clan partage des noms de clan (orile), de la poésie (oriki), des tabous (eewo) et des marques faciales (ila). Les marques faciales sur l'enfant lui confèrent tous les droits d'appartenance au clan. Les enfants avec des marques sur le visage sont appelés Okola. Les familles ou les individus dépourvus des caractéristiques normales propres à la tribu ne sont pas considérés comme acquérant un statut à part entière en tant qu'agents de la société yoruba. Ils n’auraient pas non plus la capacité d’adopter un comportement significatif, comme saluer, dire des paroles et donner des ordres.
Chaque tribu du groupe ethnique Yoruba a des motifs d'inscription différents qui apparaissent dans différentes tailles et formes à différents endroits sur le visage ou le corps. L'emplacement et la position de l'inscription de la marque dépendent de la tribu et de la culture. Les marques tribales peuvent être inscrites sur la poitrine, le bras, les genoux ou les fesses, mais elles sont généralement sur le visage.

## Style

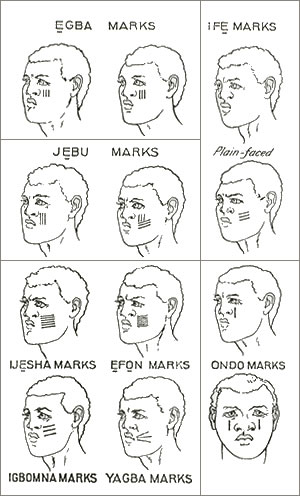
Marques faciales.

### Pele
Le style de marque tribale Pele est constitué de trois lignes verticales inscrites sur les joues.
Le style Pele a différentes variantes, parmi lesquelles Pele Ife, une ligne verticale à trois lignes inscrite sur la joue. C'est une particularité du peuple d'Ile-Ifè. Les variantes Pele Ijebu et Pele Ijesha sont trois courtes lignes verticales inscrites sur les joues,.

### Owu
Les marques tribales Owu consistent en six incisions de chaque côté des joues et sont propres aux indigènes d'Owu, une ville historique d'Abeokuta, la capitale de l'État d'Ogun, au Nigeria. La marque tribale Owu a été inscrite sur les joues du chef Olusegun Obasanjo, ancien président de la République fédérale du Nigéria,.

### Gọmbọ
Le style Gọmbọ, également connu sous le nom de Kẹkẹ, se compose de plusieurs lignes droites et courbes espacées d'environ 1 cm inscrites sur les joues des deux côtés de la bouche. Les indigènes d'Ogbomosho dans l'État d'Oyo sont généralement identifiés par le style Gọmbọ ou Kẹkẹ des marques tribales yorubas.

### Abaja
Le style Abaja peut être à la fois un style basique et un style complexe. Dans sa forme de base, il s'agit de trois ou quatre bandes horizontales sur les joues. Le style Abaja se compose également de douze lignes horizontales, six lignes par joue. Il est souvent appelé « Abaja Alaafin Mefa Mefa ». Cette marque tribale est unique aux indigènes d'Oyo, au Nigéria. Le style Abaja est notamment inscrit sur les joues de Lamidi Adeyemi III (en), l'Alaafin d'Oyo.

### Autres
Il existe d'autres marques tribales yorubas telles que Ture, Mande, Bamu et Jamgbadi.

## Utilisation des marques tribales aujourd'hui
L'utilisation de marques tribales comme moyen d'identification et d'embellissement au sein des tribus yorubas n'est plus une norme et certains États yorubas ont promulgué certaines lois interdisant l'utilisation de ces marques. Les contrevenants à la loi sont passibles d’amendes, voire d’emprisonnement. Dans l'État d’Oyo, par exemple, l’interdiction des marques tribales fait partie intégrante de la loi sur les droits de l’enfant, qui impose une amende ou un mois d’emprisonnement, ou les deux, en cas de violation. Selon la loi, « Nul ne doit tatouer ou faire une marque sur la peau ou faire faire un tatouage ou une marque sur la peau d'un enfant ». Différents pigments sont généralement injectés dans le derme pour créer des marques tribales. La technique d'élimination la plus efficace est le laser à commutation Q.

## Importance des marques tribales dans la culture yoruba
Certaines marques tribales sont associées aux trônes de certaines villes, de sorte que quiconque devient roi est censé avoir la marque tribale associée à cette fonction traditionnelle. Par exemple, à Iseyin, dans l'État d’Oyo, on s’attend toujours à ce que tout nouveau roi porte la marque tribale Pele.

## Personnalités yorubas portant des marques tribales
- Ladoke Akintola, homme politique
- Olusegun Obasanjo, homme politique
- Lamidi Adeyemi III (en), alaafin
- Ayo Fayose (en), homme politique
- Adegboyega Dosunmu Amororo II (en), homme politique
- Adebayo Alao-Akala (en), homme politique
- Salihu Modibbo Alfa Belgore (en), Chief Justice du Nigeria (en)
- King Sunny Adé, chanteur
- Brymo (en), chanteur
- Olaniyi Afonja (en), acteur
- Afeez Aremu (en), footballeur
- Lamidi Adedibu (en), homme politique